# راکتور بی‌ان ۳۵۰
راکتور بی‌ان ۳۵۰ (به قزاقی: BN-350 reactor) یک رآکتور نوترون سریع در قزاقستان است که در استان مین‌قشلاق واقع شده‌است.